# Grotta Gigante
Grotta Gigante, cunoscută și sub numele de Riesengrotte sau Grotta di Brisciachi, este o peșteră de mari dimensiuni din carstul triestin italian. Galeria principală are 107 m înălțime, 65 m lățime și 160 m lungime aducându-i în anul 1995 titlul Guiness Book de cea mai mare, încăpătoare peșteră turistică. Peștera conține stalactite și stalagmite de mari dimensiuni, multe de o mare frumusețe. Un tip particular de stalagmite este cel sub formă de „teancuri de farfurii”; acestea s-au format prin căderea picăturilor de apă de la o înălțime de 80 m depunând carbonatul de calciu pe o arie mare.

## Istoric
Peștera a fost explorată pentru prima dată de către Antonio Federico Lindner în 1840. În acea perioadă Carstul din jurul orașului Trieste era cercetat pentru a se găsi apa râului Timavo în subteran, necesară alimentării cu apă a orașului Trieste și pentru a planifica construcția unui apeduct. În 1897 peștera a fost cartată în întregime de către Andrea Perko, în 1905 echipată în mod corepunzător pentru vizitarea ghidată turistică iar în 1908, inaugurată. După cel de-al doilea Război Mondial, în anii '20 Societatea Alpină Iuliană a devenit proprietar al peșterii. Turismul a început să fie practicat în mod intensiv din 1957 când peștera a fost electrificată, descoperindu-se noi perspective și detalii.